# Luchita Hurtado
Luchita Hurtado   (Maiquetía, 28 de novembre de 1920 - Santa Monica, 13 d'agost de 2020) va ser una pintora veneçolana. El seu estil artístic se situa entre el surrealisme i l'abstracció informalista.
Nascuda a Veneçuela, es va traslladar als Estats Units d'Amèrica quan era nena. Tot i que es va implicar en l'art després de concentrar-se en el tema a l'escola secundària, només va rebre reconeixement al capaltard de la seva vida. Va ser coneguda per pintar en abstracte i per abastar diferents moviments i cultures d'art. Durant set dècades va treballar i va realitzar exposicions a galeries dels Estats Units d'Amèrica a Los Angeles, Taos, Chicago i Santa Mònica.

## Biografia
Es va traslladar a la ciutat de Nova York als vuit anys, on es va formar a la Lliga d'estudiants d'art de Nova York i més tard va estudiar pintura a l'Institut Washington Irving. El seu primer marit era un periodista espanyol anomenat Daniel de Solar, amb qui es va casar als divuit anys; en aquell moment, ell tenia dues vegades la seva edat. De Solar la va presentar a molts escriptors i pintors llatins, com Rufino Tamayo. No obstant això, el 1942, amb dos fills petits, es van divorciar; segons Hurtado, «aquest home [de Solar] aparentment va continuar fent això: esperava fins que la dona tenia dos fills i després la deixava per alguna altra». Poc després d'abandonar la universitat, el 1945, va fer la primera pintura que de la seva carrera, i va començar la il·lustració i la pintura autònoma. Va començar com a il·lustradora de moda per a la revista Condé Nast i com a muralista per a Lord & Taylor.
Durant aquest temps, el seu cercle d'artistes es va ampliar. Un d'aquests va ser Ails Gilmour, que havia estat amb Hurtado i Solar quan encara estaven casats. Gilmour era la mitja germana d'Isamu Noguchi, de manera que Noguchi i Hurtado es van conèixer i sovint visitaven galeries junts. Va ser a través de Noguchi que Hurtado va conèixer el seu segon marit, l'artista i col·leccionista Wolfgang Paalen, i després de casar-se, les seves connexions amb altres artistes es van ampliar encara més ràpidament que abans.
Hurtado va viure i va viatjar a Mèxic amb Paalen, i va conèixer Frida Kahlo, Remedios Varo, Leonora Carrington i Edward James. No obstant això, quan el seu fill de cinc anys Pablo va morir de poliomielitis, Hurtado va sentir que necessitava un nou entorn, així que es va anar a viure a San Francisco el 1948. Allà, els seus contactes amb artistes i col·leccionistes van incloure Gordon Onslow Ford, Jacqueline Johnson, Lucienne Bloch, James Broughton, Rene d'Harnoncourt, Robert Motherwell, Giles Healey i Sheila Healey. Això també va ser quan va conèixer Lee Mullican, que va esdevenir el seu tercer marit després de divorciar-se de Paalen el 1950. Ambdós van viure feliços durant els següents 48 anys, amb dos fills comuns, cadascun treballant en el seu propi art. El seu fill Matt Mullican és un artista de Nova York, i el seu fill John Mullican és un escriptor i director de cinema que viu a Los Angeles.
Després de la mort de Lee el 1998, Matt es va traslladar a Los Angeles per a gestionar la propietat del seu pare, juntament amb altres comissaris. Allà, van descobrir moltes pintures signades «LH» que no van ser reconegudes com l'obra de Lee; des d'allà, van parar a mans de Paul Soto, fundador de Park View, una galeria d'apartaments a uns quants metres del Parc MacArthur a Los Angeles, i la seva primera exposició individual des de 1974 es va celebrar allí.
Christopher Knight diiu de la seva obra: «Els seus dibuixos de formes vagament surrealistes recorden pictogrames densos d'una varietat de cultures, antigues i modernes. Hi ha pintures rupestres prehistòriques, art tribal nord-oest i sud-oest, relleus precolombins i pintures i escultures abstractes».
El 2018, l'obra de Hurtado va ser inclosa en l'exposició Made in L.A. 2018 del Museu Hammer. Diversos visitants van preguntar als comissaris si la seva data de naixement era incorrecta perquè l'obra semblava molt contemporània; «No hi ha manera, va dir el visitant, que una pintora amb el nom de Luchita Hurtado hagués nascut el 1920». Malgrat el reconeixement tardà de la seva obra, Hurtado no va sentir ressentiment per aquest fet. En una entrevista el 2019 amb l'artista Andrea Bowers per a la revista Ursula, va suposar que «potser la gent que mirava el que jo estava fent no tenia cap visió de futur i, per tant, no tenia cap visió de present».
Hurtado va romandre activa en les arts al Museu d'Art del Comtat de Los Angeles (LACMA) fins a la seva mort. S'hi van exposar obres claus de la seva carrera professional al febrer de 2020. L'obra d'Hurtado s'exposa al Los Angeles County Museum of Art i al Museum of Modern Art.
Hurtado va morir la nit del 13 d'agost de 2020 a casa seva, a Santa Monica, Califòrnia. Tenia 99 anys i va morir de causes naturals.

## Exhibicions
- 1953, Paul Kantor Gallery, Los Angeles.
- 1970, Tally Richards Gallery, Taos, Nou Mèxic.
- 1974, Grandview Gallery, The Woman's Building, Los Angeles.
- 1994, Carnegie Art Museum, Oxnard, California.
- 2016, Night Club Gallery, Chicago.
- 2016, Park View Gallery, Los Angeles.[9]
- 2017, Annenberg Community Beach House, Santa Monica.[10]
- 2018, Hammer Museum, Made in L.A. 2018 (del 3 de juny al 2 de setembre).
- 2019, Serpentine Sackler Gallery, Londres,  I live I die I will be reborn (del 23 de maig al20 d'octubre de 2019).